# Verdrag van Marrakesh
Het Verdrag van Marrakesh (formeel het Het Verdrag van Marrakesh betreffende de toegang tot gedrukt materiaal voor visueel gehandicapte personen ) is een verdrag over auteursrecht dat op 27 Juni 2013 in Marrakesh, Marokko, is aangenomen. In juni 2022 heeft het verdrag 89 verdragsluitende partijen die 115 WIPO-lidstaten bestrijken omdat de Europese Unie als een blok is toegetreden.

## Verdrag
Het verdrag bevat uitzonderingen op het auteursrecht om de creatie van toegankelijke versies van boeken en andere auteursrechtelijk beschermde werken voor visueel gehandicapte personen te vergemakkelijken. Het verdrag verplicht de landen die het verdrag ratificeren om een uitzondering op het auteursrecht te introduceren die deze activiteiten mogelijk maakt, inclusief de import en export van dergelijk materiaal.
Drieënzestig landen hebben het verdrag ondertekend op 27 juni 2013, aan het einde van de diplomatieke conferentie in Marrakesh. De ratificatie van 20 staten was nodig om het verdrag in werking te laten treden; de 20e ratificatie werd ontvangen op 30 juni 2016 waardoor het verdrag in werking trad op 30 september 2016.

## Ratificatie
India was het eerste land dat het verdrag ratificeerde, op 24 juli 2014. Op 15 oktober 2018 hebben 80 landen het Verdrag ondertekend en 115 staten hebben het geratificeerd, waaronder de 28 EU-lidstaten die het als één entiteit hebben geratificeerd (kennisgevingsnummer 45).

### Europese Unie
De Europese Unie heeft het verdrag op 1 oktober 2018 voor alle 28 leden geratificeerd. De bepalingen van het Verdrag zijn op 1 januari 2019 in de hele EU (ook in het Verenigd Koninkrijk) in werking getreden. Het Verenigd Koninkrijk verliet de EU op 31 januari 2020 maar viel tot 31 december 2020 onder de EU-ratificatie van het verdrag. Het VK heeft op 1 oktober 2020 het verdrag zelf ook bekrachtigd. Hierdoor werd op 1 januari 2021 het VK een volwaardige verdragsluitende partij.

#### Richtlijn en Verordening
Op 20 september 2017 publiceerde de Europese Commissie een richtlijn en een verordening over het Verdrag van Marrakesh die in alle 28 lidstaten moest worden omgezet in nationale wetgeving; de deadline voor omzetting was 11 oktober 2018. De lidstaten moesten in 2018 hun nationale wetgeving bijwerken om aan de vereisten van het Verdrag te voldoen. Dit volgde op een langdurig en soms controversieel proces dat begon kort nadat het verdrag aanvankelijk was aangenomen. In maart 2015 beschuldigde de Raad van de Europese Unie de Europese Commissie van het uitstellen van de goedkeuring van het verdrag door de EU en riep de Commissie op "onverwijld het nodige wetgevingsvoorstel in te dienen". Er was aanhoudende tegenstand van enkele EU-lidstaten.

### Verenigde staten
Op 28 juni 2018 keurde de Amerikaanse Senaat het goed en de implementatiewet S. 2559 zonder grote oppositie; het Huis keurde S.2559 goed via unanieme instemming op 25 september 2018. Het wetsvoorstel en het verdrag zijn op 9 oktober 2018 door president Trump ondertekend. Als gevolg hiervan zijn de Verenigde Staten van Amerika op 8 februari 2019 formeel toegetreden tot het verdrag.